# Astragalus perpexus
Astragalus perpexus är en ärtväxtart som beskrevs av Maassoumi. Astragalus perpexus ingår i släktet vedlar, och familjen ärtväxter. Inga underarter finns listade i Catalogue of Life.